# Mortonagrion hirosei
Mortonagrion hirosei är en trollsländeart som beskrevs av Syoziro Asahina 1972. Mortonagrion hirosei ingår i släktet Mortonagrion och familjen dammflicksländor. IUCN kategoriserar arten globalt som nära hotad. Inga underarter finns listade i Catalogue of Life.

## Bildgalleri

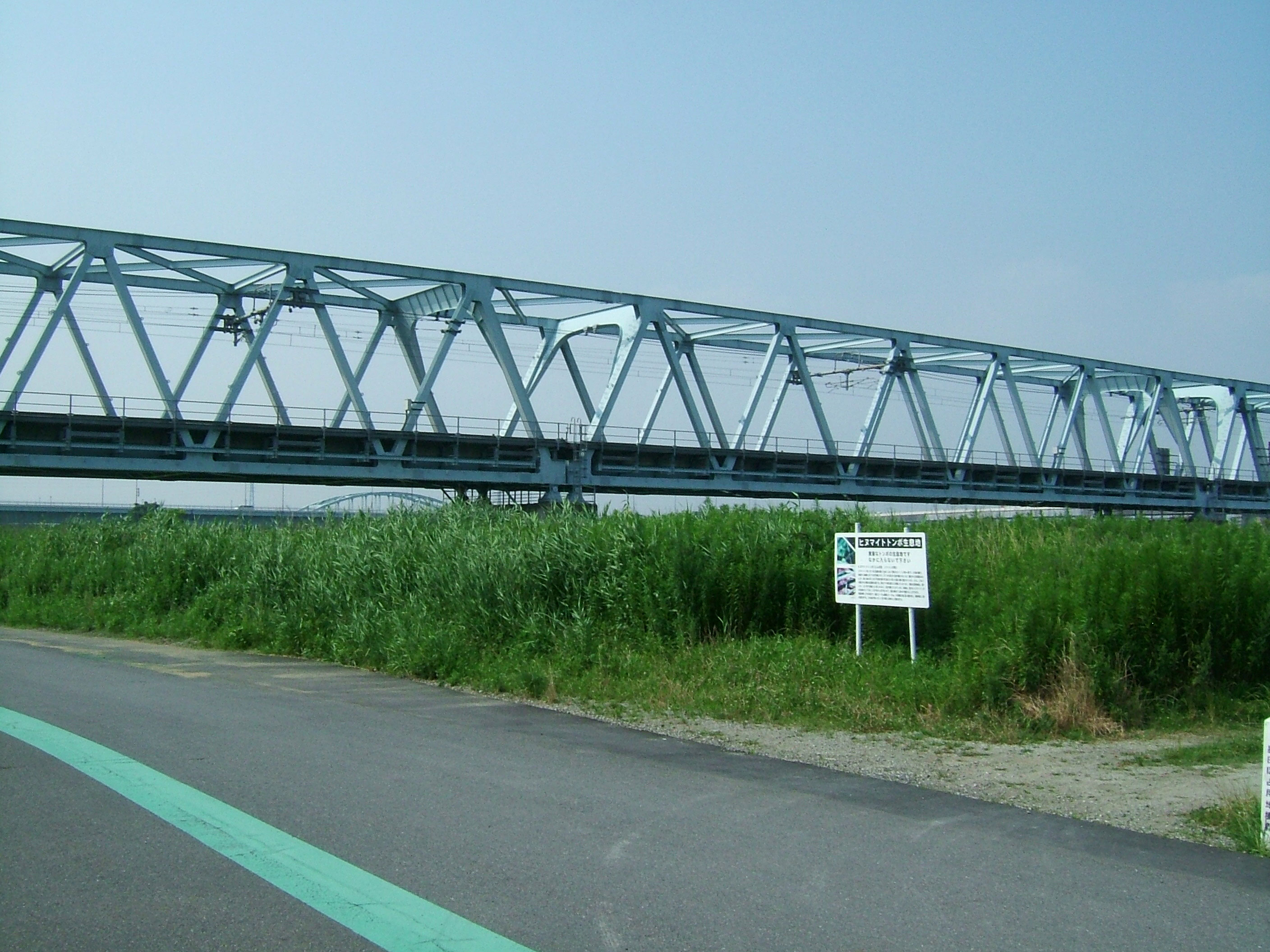